# 张允和

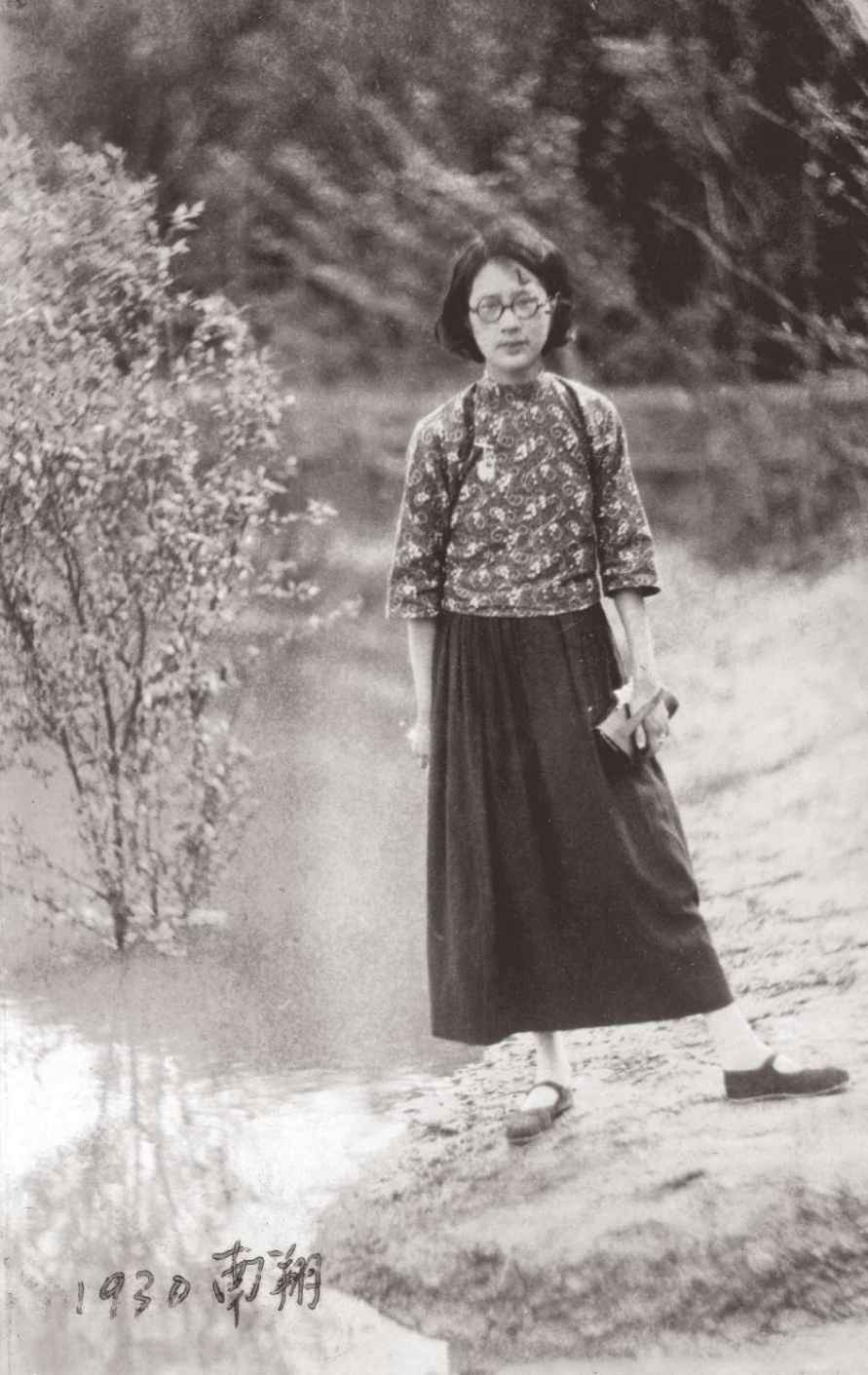
1930年，张允和在上海市南翔。

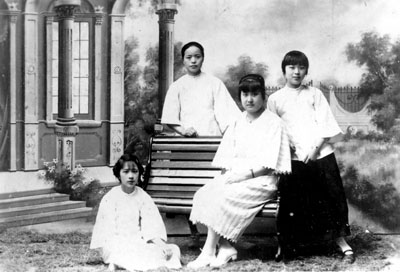
1924年，张家四姐妹合影，左一是张允和。

张允和（1909年7月25日—2002年8月14日），生於安徽合肥，中国昆曲研究家。她的丈夫是中国语言文字学家周有光。

## 生平
張允和的家族為苏州在地世家；她的父親是教育家張武齡，母親為陸英。
張允和在年輕時即患有心臟病。她與周有光結婚後在第二年生下兒子周晓平，後復生下女兒周小禾（在六歲時因盲腸炎病逝）。
她在文化大革命期間遭封“反動學術權威”，並被下放幹校。在幹校時，她曾抽空研究《毛主席語錄》的各種語言版本。

### 晚年
1996年，張允和倡議恢復家庭刊物《水》，並親自擔任主編。1998年以後，她陸續出版《多情人不老》、《最後的閨秀》、《張家舊事》三本書，並準備出版《崑曲日記》。
2002年8月14日，張允和因心臟病逝世，享年93歲。

## 参見
- 合肥四姐妹